# Les Lutins (bande dessinée)
Pour les articles homonymes, voir Les Lutins.
Les Lutins est une série de bande dessinée d'heroic fantasy créée par Pierre Dubois (scénario), Stéphane Duval (dessin) et Florence Breton (couleurs), éditée en album de 1993 à 1997 par Delcourt, dans sa collection Terres de légende.

## Publication
| Tome | Titre          | Parution chez Delcourt | Dessinateur et coloriste                            | ISBN                 |
| ---- | -------------- | ---------------------- | --------------------------------------------------- | -------------------- |
| 1    | Bonnie Tom     | juin 1993              | Stéphane Duval (dessin), Florence Breton (couleurs) | (ISBN 2-84055-009-1) |
| 2    | Bonnie Tom     | novembre 1994          | Stéphane Duval (dessin), Florence Breton (couleurs) | (ISBN 2-84055-037-7) |
| 3    | Puckwoodgenies | janvier 1996           | Stéphane Duval (dessin), Isabelle Merlet (couleurs) | (ISBN 2-84055-080-6) |
| 4    | Puckwoodgenies | janvier 1997           | Stéphane Duval (dessin), Isabelle Merlet (couleurs) | (ISBN 2-84055-117-9) |

Une édition intégrale est parue en 2000  (ISBN 2-84055-480-1).

### Éditeurs
- Delcourt (Collection Terres de Légendes) : Tomes 1 à 4 (première édition des tomes 1 à 4).